# Baldwin Park (Californie)
Pour les articles homonymes, voir Baldwin Park et Baldwin.
Baldwin Park est une ville du comté de Los Angeles, dans l'État de Californie aux États-Unis, située dans la vallée de San Gabriel.

## Présentation
Selon le Bureau du Recensement, la ville a une superficie de 17,6 km2. Sa population comptait 75 390 habitants en 2010.

## Démographie
| 1960   | 1970   | 1980   | 1990   | 2000   | 2010   |
| ------ | ------ | ------ | ------ | ------ | ------ |
| 33 951 | 47 285 | 50 554 | 69 330 | 75 837 | 75 390 |